# Барыч, Хенрик
Хенрик Ба́рыч (пол. Henryk Barycz; 26 июня 1901, Старый Сонч — 9 марта 1994, Краков) — польский учёный-историк, архивист, педагог, доктор философии, профессор Ягеллонского университета, вице-президент и член-корреспондент Польской академии знаний, действительный член Польской академии наук (с 1973).

## Биография
С 1920 года изучал историю в Ягеллонском университете. В 1926 году получил степень доктора философии. Тема диссертации «Три исследования по истории культуры XVI века» (Trzy studja do historji kultury XVI wieku).
В 1933—1963 работал в архиве Ягеллонского университета, руководил им в 1934—1950 и 1955—1963.
С 1935 — доцент краковского университета. Прошел процедуру хабилитации, представив работу по истории Ягеллонского университета в эпоху гуманизма. В 1946 году стал экстраординарным, а в 1957 году — профессором Ягеллонского университета.
Был членом важнейших польских научных обществ, в том числе, Польской академии наук (член-корреспондент с 1951) и Польской академии наук (действительный член с 1973).

## Научная деятельность
Хенрик Ба́рыч — специалист в области истории культуры, науки и образования. Автор ряда публикаций и научных трудов. Участник фундаментального издания Польского биографического словаря, для которого написал ряд статей, член его редакционного комитета.

## Избранные труды
- Szkice z dziejów Uniwersytetu Jagiellońśkiego (1933)
- Geneza i autorstwo Equitis Poloni in Iesuitas actio prima (1934)
- J. S. Bandtkie a Śląsk. Z dziejów pierwszych zainteresowań się nauki polskiej Śląskiem (1936)
- Polacy na studiach w Rzymie w epoce Odrodzenia (1938)
- Lata szkolne Marka i Jana Sobieskich w Krakowie (1939)
- Historia Szkół Nowodworskich (1947, 3 тома, в соавт.)
- Andrzej Maksymilian Fredro wobec zagadnień wychowawczych (1948)
- Uniwersytet Jagielloński w życiu narodu polskiego (1948)
- Mikołaj Kopernik, wielki uczony Odrodzenia (1953)
- Dzieje nauki polskiej w epoce Odrodzenia (1957)
- W blaskach epoki Odrodzenia (1968)
- Stanisław Smolka w życiu i nauce (1975)
- Józef Ignacy Kraszewski, czterokrotny kandydat do katedry uniwersyteckiej (1979)
- Śląsk w polskiej kulturze umysłowej (1979)
- Między Krakowem a Warmią i Mazurami. Studia i szkice (1987).

## Библиотека
Библиофил. С молодости коллекционировал книги. Собрал богатую библиотеку около 6000 томов. изданных со второй половины XIX века до 1990 годов, которая включает в книги по всеобщей истории, истории Польши, истории науки, культуры и искусства, собрание мемуаров и биографий, монографии городов и регионов и др. В библиотеке Барыча есть общая библиография польской литературы, каталоги рукописей польских академических библиотек, архивные литературные источники по истории Ягеллонского университета, а также обширная коллекция изданий, связанных с исследованиями по истории Реформации в Польше, истории Силезии и Галиции. Коллекция также включает в себя ежегодные выпуски «Исторического ежеквартальника», «Литературных воспоминаний», мемуарную библиотека Корницкой, уникальную коллекцию гравюр по истории польской науки и биографии и многое другое.
После смерти Барыча в 1994 библиотека была приобретена Польской академией наук.